# P/2011 NO1 (Єленіна)
P/2011 NO1 (Elenin) — одна з короткоперіодичних комет родини Юпітера. Комета була відкрита 7 липня 2011 року, коли мала 19.5m.